# Athletissima 2013
Athletissima 2013 – mityng lekkoatletyczny, który odbył się 4 lipca w Lozannie. Zawody były kolejną odsłoną Diamentowej Ligi w sezonie 2013.

## Rezultaty

### Mężczyźni
| Konkurencja:               | 1. miejsce             | Rezultat   | 2. miejsce                      | Rezultat | 3. miejsce                  | Rezultat |
| Bieg na 100 m              | Tyson Gay              | 9,79       | Asafa Powell                    | 9,88     | Michael Rodgers             | 9,96     |
| Bieg na 200 m              | Churandy Martina       | 20,01      | Jason Young                     | 20,20    | Jaysuma Saidy Ndure         | 20,40    |
| Bieg na 800 m              | Mohammed Aman          | 1:43,33    | Pierre-Ambroise Bosse           | 1:44,11  | Marcin Lewandowski          | 1:44,31  |
| Bieg na 5000 m             | Yenew Alamirew         | 13:06,69   | Hagos Gebrhiwet                 | 13:07,11 | Muktar Edris                | 13:08,23 |
| Bieg na 110 m przez płotki | David Oliver           | 13,03 WL   | Jason Richardson                | 13,20    | Ryan Wilson                 | 13,27    |
| Bieg na 400 m przez płotki | Javier Culson          | 48,14      | Félix Sánchez                   | 48,58    | Mamadou Kassé Hanne         | 48,72    |
| Skok wzwyż                 | Bohdan Bondarenko      | 2,41 WL NR | Erik Kynard                     | 2,37 PB  | Dusty Jonas Daniił Cyplakow | 2,30     |
| Skok o tyczce              | Konstandinos Filipidis | 5,72       | Augusto Dutra Raphael Holzdeppe | 5,62     |                             |          |
| Trójskok                   | Pedro Pablo Pichardo   | 17,58      | Teddy Tamgho                    | 17,40    | Christian Taylor            | 17,13    |
| Pchnięcie kulą             | Ryan Whiting           | 21,88      | Reese Hoffa                     | 21,58    | Dylan Armstrong             | 20,75    |
| Rzut oszczepem             | Kim Amb                | 82,65      | Andreas Thorkildsen             | 81,54    | Stuart Farquhar             | 80,42    |

### Kobiety
| Konkurencja:                  | 1. miejsce                                                                      | Rezultat | 2. miejsce                                                                           | Rezultat   | 3. miejsce                                                          | Rezultat |
| Bieg na 200 m                 | Marija Riemień                                                                  | 22,61    | LaShauntea Moore                                                                     | 22,67      | Kimberlyn Duncan                                                    | 22,73    |
| Bieg na 400 m                 | Francena McCorory                                                               | 50,36    | Amantle Montsho                                                                      | 50,37      | Novlene Williams-Mills                                              | 50,87    |
| Bieg na 1500 m                | Abeba Aregawi                                                                   | 4:02,11  | Sifan Hassan                                                                         | 4:03,73 PB | Siham Hilali                                                        | 4:04,58  |
| Bieg na 3000 m z przeszkodami | Hiwot Ayalew                                                                    | 9:17,66  | Sofia Assefa                                                                         | 9:17,69    | Etenesh Diro                                                        | 9:24,40  |
| Bieg na 100 m przez płotki    | Dawn Harper-Nelson                                                              | 12,53    | Kellie Wells                                                                         | 12,58      | LoLo Jones                                                          | 12,60    |
| Sztafeta 4 x 100 m            | Szwajcaria · Mujinga Kambundji · Fanette Humair · Ellen Sprunger · Léa Sprunger | 43,48 NR | Holandia · Nicky van Leuveren · Dafne Schippers · Tessa van Schagen · Madiea Ghafoor | 43,84      | Zespół mieszany Kellie Wells Gnima Faye Ołesia Powch Chrystyna Stuj | 44,22    |
| Skok w dal                    | Blessing Okagbare                                                               | 6,98 PB  | Brittney Reese                                                                       | 6,96       | Shara Proctor                                                       | 6,92     |
| Rzut dyskiem                  | Sandra Perković                                                                 | 68,96 WL | Yarelis Barrios                                                                      | 67,36      | Zinaida Sendriūtė                                                   | 63,82    |

## Rekordy
Podczas mityngu ustanowiono 3 krajowe rekordy w kategorii seniorów:
| Zawodnik                                                     | Reprezentacja       | Konkurencja             | Rezultat |
| ------------------------------------------------------------ | ------------------- | ----------------------- | -------- |
| Kim Collins                                                  | Saint Kitts i Nevis | bieg na 100 metrów      | 9,97     |
| Bohdan Bondarenko                                            | Ukraina             | skok wzwyż              | 2,41     |
| Mujinga Kambundji Fanette Humair Ellen Sprunger Léa Sprunger | Szwajcaria          | sztafeta 4 × 100 metrów | 43,48    |